# Edmund Bury
Edmund William Bury (Londra, 4 novembre 1884 – 4 dicembre 1915) è stato un tennista britannico.
Nacque a Kensington, Londra.
Ha partecipato alle Olimpiadi di Londra del 1908 nella specialità del racquets, vincendo un argento nel doppio insieme a Cecil Browning.

## Palmarès
- Olimpiadi

Londra 1908: argento nel doppio nella specialità racquets.